# Margarita de la Pisa Carrión

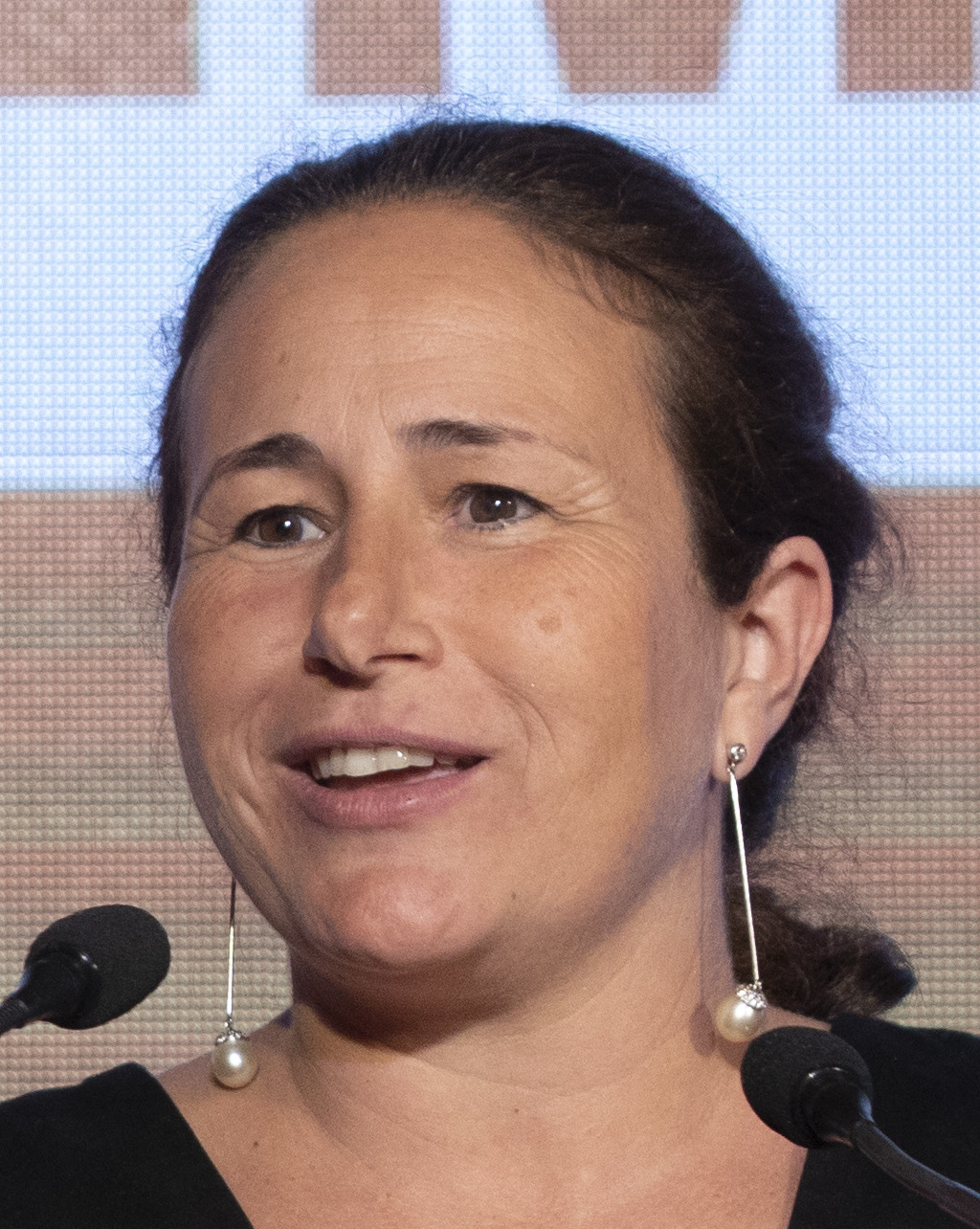
Margarita de la Pisa Carrión (2021)

Margarita de la Pisa Carrión (geboren am 19. September 1975 in Madrid) ist eine spanische Pharmazeutin und Politikerin (Vox). Bei der Europawahl 2019 gewann de la Pisa ein Mandat, konnte es jedoch erst nach dem Austritt des Vereinigten Königreichs aus der Europäischen Union, zum 1. Februar 2020, antreten. Sie ist Mitglied der EKR-Fraktion.

## Leben

### Ausbildung
Margarita de la Pisa schloss ihr Pharmaziestudium 1999 an der Universität Complutense in Madrid ab und studierte außerdem Neuropsychologie und Pädagogik an der Universidad Internacional de La Rioja. Sie arbeitete in ihrem erlernten Beruf und war auch bei pharmazeutischen Unternehmen und als Trainerin beschäftigt.

### Politische Laufbahn
2016 kandidierte De la Pisa erstmals für die nationalkonservative, rechtspopulistische Partei Vox bei den Wahlen zum Senat, konnte sich jedoch nicht durchsetzen.
2019 nominierte die Partei sie für den vierten Listenplatz der Wahlliste für die Europawahl 2019. Vox gewann im Vergleich 2014 deutlich an Stimmen hinzu (plus 4,3 Prozent) und errang damit drei der 54 spanischen Mandate, sodass De la Pisa den Einzug verpasste. Im Zuge der Umverteilung der britischen Parlamentsmandate erhielt Spanien fünf zusätzliche Mandate, von denen ein Mandat an Vox ging. Nach dem Austritt des Vereinigten Königreichs aus der Europäischen Union, zum 1. Februar 2020, konnte De la Pisa ihr Mandat antreten. Sie trat, wie ihren Parteikollegen, der nationalkonservativen EKR-Fraktion bei. Für die Fraktion ist De La Pisa Mitglied im Ausschuss für Beschäftigung und soziale Angelegenheiten, im Ausschuss für die Rechte der Frauen und die Gleichstellung der Geschlechter sowie im September 2020 eingerichteten Sonderausschuss zu Krebsbekämpfung. Des Weiteren ist sie stellvertretendes Mitglied im Ausschuss für Industrie, Forschung und Energie und im Ausschuss für Umweltfragen, öffentliche Gesundheit und Lebensmittelsicherheit.

### Privat
De la Pisa ist verheiratet und Mutter von acht Kindern.